# Rob Globke
Rob Globke (* 24. Oktober 1982 in Farmington, Michigan) ist ein ehemaliger US-amerikanischer Eishockeyspieler, der im Laufe seiner Karriere für die Florida Panthers in der National Hockey League sowie die Rochester Americans und San Antonio Rampage in der American Hockey League aktiv war. In Europa spielte er unter anderem für die Krefeld Pinguine und die Frederikshavn White Hawks.

## Karriere
Rob Globke begann seine Karriere als Eishockeyspieler bei den Compuware Ambassadors, für die er in der Saison 1998/99 in der North American Hockey League aktiv war. Anschließend spielte er ein Jahr lang für das USA Hockey National Team Development Program in der United States Hockey League, ehe er von 2000 bis 2004 für die Mannschaft der University of Notre Dame auflief. In dieser Zeit wurde der Angreifer im NHL Entry Draft 2002 in der zweiten Runde als insgesamt 40. Spieler von den Florida Panthers ausgewählt, für deren Farmteams, die Texas Wildcatters aus der ECHL und die San Antonio Rampage er in der Saison 2004/05 erstmals im professionellen Eishockey auf dem Eis stand, ehe er in der folgenden Spielzeit sein Debüt in der National Hockey League für Florida gab. In seinem Rookiejahr erzielte der Linksschütze ein Tor in 18 Spielen für die Panthers. Während seiner Zeit im Franchise der Florida Panthers von 2005 bis 2008 spielte Globke parallel für deren AHL-Farmteam, die Rochester Americans. 
Im Sommer 2008 erhielt der Flügelspieler einen Vertrag bei den Frederikshavn White Hawks aus der dänischen AL-Bank Ligaen, für die er in 19 Spielen insgesamt 13 Scorerpunkte, darunter sieben Tore, erzielte. Für die Saison 2009/10 wurde der US-Amerikaner von den Krefeld Pinguinen aus der DEL verpflichtet. Im August 2010 unterzeichnete Globke einen auf ein Jahr befristeten Vertrag bei den Sheffield Steelers.

### International
Für die USA nahm Globke an der U18-Junioren-Weltmeisterschaft 2000 sowie den U20-Junioren-Weltmeisterschaften 2001 und 2002 teil.

## Erfolge und Auszeichnungen
- 2004 CCHA Second All-Star Team
- 2011 EIHL-Gewinn mit den Sheffield Steelers

## NHL-Statistik
(Stand: Ende der Saison 2008/09)